# Lostroff
Lostroff é uma comuna francesa na região administrativa de Grande Leste, no departamento de Mosela. Estende-se por uma área de 4,96 km². Em 2010 a comuna tinha 69 habitantes (densidade: 13,9 hab./km²).